# 陶努斯山麓巴特索登
陶努斯山麓巴特索登（德語：Bad Soden am Taunus，發音：[baːt ˈzoːdn̩ ʔam ˈtaʊnʊs]）是德国黑森州达姆施塔特行政区美因-陶努斯县的城市，面积12.5平方千米，2023年12月31日人口为23,174人。

## 友好城市
巴特索登共与五座城市结为友好城市关系：
- 法國 吕埃-马尔迈松（1975年）
- 奥地利 基茨比尔（1984年）
- 捷克 弗朗齐歇克矿泉村（1992年）
- 日本 养老町（2004年）
- 美国 富兰克林（2016年）